# ほうとうひろし
ほうとう ひろし（1961年 - ）は、日本のエディトリアルデザイナー。2003年までは「龐統ひろし」名義で活動。
いままで顧みられることのなかった過去の広告やデザイン、写真、記事などをリサーチし、丁寧な修復を経て書籍化することをライフワークとしている。

## 経歴
東京・板橋生まれ。日本大学芸術学部美術学科絵画課程卒業。

## 主な仕事

### アニメーション
- SLIPPY DANDY 1987 原作・脚本

## 主な著書

### 共著
- オタコン64 アスペクト（おおこしたかのぶ、町野変丸と共著）
- ちびっこ広告図案帳―ad for KIDS:1965‐1969 オークラ出版 （おおこしたかのぶと共著）
- ちびっこ広告図案帳707's―AD for KIDS:1970‐1974 オークラ出版（おおこしたかのぶと共著）
- 昭和ちびっこ広告手帳　～東京オリンピックからアポロまで～ 青幻舎（おおこしたかのぶと共著）
- 昭和ちびっこ広告手帳2 ～大阪万博からアイドル黄金期まで～ 青幻舎 （おおこしたかのぶと共著）

### 書籍編集装丁
- NIRA WORKS―韮沢靖立体作品集　1998/10 ホビージャパン -企画構成装丁（編集・歌田年）
- 「漁師の角度」―竹谷隆之作品集　1999/12　ホビージャパン -企画構成装丁（編集・横井裕子）
- 荒木元太郎作品集 コンプエクス COM'P-X 1999/12 オークラ出版 -企画構成装丁（編集・伊藤勝幸）
- アカツカNo.1 赤塚不二夫の爆笑狂時代 2001/9 イーストプレス -企画編集構成装丁（編集・山崎剛）
- 赤塚不二夫漫画大全集 DVD-ROM 2002/8 小学館　購入特典用冊子の企画編集構成装丁（編集・武井俊樹）
- 少女たちの日々へ―青山静男写真集 全２巻 2005/5  飛鳥新社 - 企画編集構成装丁（編集・天野昌直）
- 竹谷隆之の仕事展 公式パンフレット 2013/6 ブラスト - 構成装丁（編集・木川明彦）
- ウルトラマン紙芝居・小松崎茂Complete Box 2013/7 復刊ドットコム - 画像修復・装丁
- 空想科学冒険絵巻・小松崎茂絵物語 全５巻  2013/1 復刊ドットコム - 画像修復・構成・装丁・解説執筆
- 与偶人形作品集 フルケロイド FULLKELOID DOLLS 2017/7 書苑新社- 企画編集構成装丁
- 駕籠真太郎画集 死詩累々 2020/8 書苑新社- 編集構成装丁